# 薬玉神社
薬玉神社（やくだまじんじゃ）は、愛知県岡崎市井沢字大東にある主祭神が大巳貴命の神社である。

## 参考
- 『額田町史』　額田町史編集委員会、1986年11月1日